# John E. Weinerhall
John Erik Mathias Eriksson Weinerhall, född 19 april 1995 i Oxelösunds församling, Södermanlands län är en svensk politiker (moderat). Han är son till musikern och företagaren Erik Simons Eriksson. Weinerhall är av estlandssvensk släkt och på mödernet härstammar han från släkten Stavas och Engman från Odensholm och Rickul/Nuckö. Därigenom är han också på mödernet släkt med Estlands förste president efter den andra självständigheten, Lennart Meri.
Weinerhall är riksdagsledamot från Östergötlands läns valkrets sedan riksdagsvalet 2018. Weinerhall var spelmarknadspolitisk talesman för Moderaterna 2018-2022.  
I samband med riksdagsvalet 2022 blev han omvald och är från och med samma år ledamot i utrikesutskottet.
Han inledde sin politiska karriär inom Moderata Ungdomsförbundet och var bland annat distriktsordförande i Östergötland från 2015 till 2018. I samband med valet 2014 valdes han till ledamot i regionfullmäktige i Region Östergötland, där han arbetade med hälso- och sjukvårdsfrågor.
Utöver sitt partipolitiska engagemang har han också bidragit i samhällsdebatten, exempelvis är han medförfattare till boken Diagnos Sverige: En antologi om framtidens hälsa tillsammans med bland annat forskare, partiledare, opinionsbildare och diverse andra politiker.
Weinerhall var andre vice förbundsordförande för Moderata Ungdomsförbundet mellan 2018 och 2020.